# (10155) Numaguti
(10155) Numaguti est un astéroïde de la ceinture principale.

## Description
(10155) Numaguti est un astéroïde de la ceinture principale. Il fut découvert le 4 novembre 1994 à Kitami par Kin Endate et Kazuro Watanabe. Il présente une orbite caractérisée par un demi-grand axe de 2,35 UA, une excentricité de 0,25 et une inclinaison de 9,1° par rapport à l'écliptique.

## Compléments